# 贝克山 (乌干达)
贝克山（Mount Baker）位于乌干达鲁文佐里山脉，与斯坦利山和斯皮克山相接，并于它们形成一个三角形。  像鲁文佐里山国家公园内的其他山一样，贝克山也成多锯齿形。最高峰为爱德华峰。
贝克山的名称来自该地区早期的探险家塞缪尔·贝克，但他并没有登上此峰。